# Jamel McLean
Jamel McLean (* 18. April 1988 in New York City, New York) ist ein US-amerikanischer Basketballspieler.

## Karriere
Bis 2011 spielte McLean am College in den USA und lief für die Xavier University auf.
Nach seinem Abschluss wechselte McLean nach Europa und verbrachte seine erste Saison als Profi in Belgien bei den Leuven Bears. Zur Saison 2012/13 wechselte McLean zunächst nach Italien und lief für Zweitligist Givova Scafati auf, doch bereits nach einigen Wochen wechselte McLean zurück nach Belgien und erhielt beim BC Ostende einen befristeten Vertrag.
Nach Ablauf seines Vertrags Ende des Jahres 2012 erhielt McLean keinen neuen Vertrag in Belgien und wechselte im Januar 2013 nach Deutschland zu den Telekom Baskets Bonn. Dort erhielt er einen Vertrag bis Saisonende. In seinem ersten Heimspiel für die Telekom Baskets Bonn erlitt McLean einen Nasenbeinbruch und musste deswegen ein Spiel aussetzen. Nachdem ihm eine Spezialmaske angefertigt wurde, konnte er wieder aktiv werden. In der Sommerpause 2013 unterzeichnete McLean einen neuen Vertrag bei den Telekom Baskets Bonn bis Sommer 2014. Durch seine guten Leistungen im Team der Baskets aus Bonn erregte McLean die Aufmerksamkeit vieler Vereine aus dem In- und Ausland.
Zur Saison 2014/15 verließ McLean daraufhin Bonn und wechselte innerhalb Deutschlands zu Pokalsieger Alba Berlin. McLean erzielte in dieser Saison durchschnittlich 14,1 Punkte und 6,2 Rebounds pro Spiel und wurde als Hauptrunden-MVP ausgezeichnet.
Zur folgenden Saison wechselte McLean in die italienische Seria A zu EA7 Emporio Armani Mailand. Mit Mailand wurde McLean in der Saison 2015/16 italienischer Meister und Pokalsieger. Im Sommer 2017 wechselte er für eine Saison nach Griechenland zu Olympiakos Piräus. Nach Zwischenstationen in Russland, Italien und Japan war er für mehrere Monate ohne Verein. Im Frühjahr 2021 wechselte er wieder zurück in die Basketball-Bundesliga zu den MHP Riesen Ludwigsburg. In der Saison 2020/21 wurde er nach einem kurzen Gastspiel bei Basket Saragossa 2002 von den Skyliners Frankfurt verpflichtet.

## Erfolge und Auszeichnungen
- BBL All-First-Team: Saison 2014/15
- Most Valuable Player der BBL: 2015
- Italienischer Meister: 2016 mit EA7 Emporio Armani Mailand
- Italienischer Pokalsieger: 2016 mit EA7 Emporio Armani Mailand